# Tahir Skënderasi
Tahir Skënderasi lub Nasibi Tahir Babai (ur. XVIII w., zm. 1835) – osmański poeta i duchowny bektaszycki narodowości albańskiej.

## Życiorys
W 1815 roku założył chanakę we Frashërze, w której służył do swojej śmierci w 1835 roku. Włożył istotny wkład w rozwój tejże świątyni, jak i chanaki w Leskoviku, które stały się ważnymi ośrodkami kulturalnymi i literackimi. Uważano go także za jednego z trzech duchowych doradców Alego Paszy z Tepeleny.
Był autorem licznych utworów literackich językach albańskim, osmańskim oraz perskim. Jego twórczość stanowiła inspirację dla Samiego i Naima Frashërich.

## Życie prywatne
Był synem Maliqa Skënderasiego.